# Strada europea E99
La E99 è una strada europea che collega Şanlıurfa a Sədərək. Come si evince dalla numerazione, si tratta di una strada intermedia con direzione nord-sud.

## Percorso
La E99 è definita con i seguenti capisaldi di itinerario: "Şanlıurfa - Diyarbakır - Bitlis - Doğubeyazıt - Iğdır - Dilucu - Sədərək".
La strada – pur trovandosi in un'area esterna ai confini geografici dell'Europa – è nel tratto tra Bitlis e Doğubeyazıt tra le più alte strade asfaltate situate in stati europei, attraversando il passo di Tendürek (2644 m s.l.m.).